# مكابي والسيدة ميلر (فلم)
مكابي والسيدة ميلر (بالإنجليزية: McCabe & Mrs. Miller) فيلم دراما عن الغرب الأمريكي المنقح revisionist Western (يفسد الشكل القياسي أو الموضوع الغربي) لعام 1971 من إخراج روبرت التمان وبطولة وارن بيتي وجولي كريستي. يستند سيناريو ألتمان وبريان ماكاي إلى رواية مكابي التي كتبها إدموند نوتون عام 1959. يتابع الفيلم مقامر وغانية شريكين تجاريين في مدينة تعدين نائية في الغرب القديم، وتزدهر مؤسستهم حتى وصول شركة كبيرة إلى مكانهم. أشار إليه التمان بأنه «فيلم معاد للغرب» لأن الفيلم يتجاهل أو يفسد عددًا من الاتفاقيات والعهود الغربية.
حصل الفيلم على إشادة من النقاد في السنوات التي تلت إصداره، وحصل على ترشيح أوسكار لكريستي في فئة أفضل ممثلة. اعتبر المعهد الأمريكي للأفلام الفيلم ثامن أعظم فيلم غربي على الإطلاق في قائمة معهد الفيلم الأمريكي لأفضل 10 أفلام في عام 2008، وفي عام 2010، تم اختياره للاحتفاظ به في السجل الوطني للأفلام بالولايات المتحدة في مكتبة الكونغرس باعتباره «ثقافيًا»، تاريخيا أو جماليا.

## طاقم التمثيل
وارن بيتي: في دور جون مكابي
جولي كريستي: في دور كونستانس ميلر
رينيه أوبيرجونويس: في دور شيهان
مايكل مورفي: في دور يوجين سيرز
أنتوني هولاند: في دور إرنست هولاندر
بيرت ريمسن: في دور بارت كويل
شيلي دوفال: في دور إيدا كويل
وليام ديفان: في دور المحامي
كوري فيشر: في دور القس إليوت
جون شاك: في دور سمالي
بالاشتراك مع: كيث كاردين - هيو ميليه - جيس فان دير فين - مانفريد شولز - جاكي كروسلاند - إليزابيث مورفي - كاري لي ماكنزي - توماس هيل - ليندا سورنسون - إليزابيث نايت - جانيت رايت - مايسي هوي - ليندا كوبيشك - جيريمي نيوسون - واين روبسون - جاك رايلي - إدوين كولير - روبرت فورتيير - واين جريس - رودني غيج - ليلى فرانك - ويس تايلور.

## ملخص أحداث الفيلم
تبدأ أحداث الفيلم في مطلع القرن التاسع عشر إلى القرن العشرين، حيث يعيش جون مكابي (وارن بيتي)، على المال الذي يربحه من المقامرة. يبدأ نشاط التعدين في المدينة التي تقع في جبال واشنطن. مكابي هو شخصية مخيفة لمعظم الرجال في المدينة، ويرجع ذلك إلى شجاعته الهادئة واعتقادهم بأنه يحمل السلاح وقتل رجلاً مؤخرًا. يفتح مكابي بعض الأعمال التجارية التي تقدم خدماتها إلى الرجال في المدينة، بما في ذلك بيت الدعارة والحمام، الذي أنشأه مع ثلاثة من الغانيات المستقدمين من بير باو المجاورة. تصل كونستانس ميلر (جولي كريستي) بعد ذلك بوقت قصير، أيضًا إلى المدينة، وهي غانية تقدم اقتراحًا إلى مكابي بأن تدير بيت الدعارة والحمام وفقًا لمعاييرها الصارمة على أساس شراكة بالنصف معه، ويقبل مكابي في النهاية. تقوم السيدة ميلر بعمل تجاري ناجح على الرغم من ولعها بالأفيون، وهو ما لا يعرفه مكابي. حققت الأعمال التجارية نجاحًا كبيرًا لدرجة أن شركة التعدين «هاريسون شونيسي» ترسل اثنين من ممثليها إلى الكنيسة المشيخية لشراء جميع ممتلكات مكابي في المدينة. يرفض مكابي قبل أن يعلم من السيدة ميلر أن هناك ثمناً باهظاً يجب دفعه مقابل الوقوف ضد هاريسون شونيسي وعلى هذا النحو، قد يضطر مكابي إلى استخدام مهارات إطلاق النار التي يزعم أنه يمتلكها ليس فقط لإنقاذ أعماله وأعمال السيدة ميلر، ولكن أيضًا للاحتفاظ بحياته.

## تطور الفيلم
«مكابي والسيدة ميلر» مقتبس عن رواية الكاتب إدموند نوتن لعام 1959. قام ديفيد فوستر، أحد منتجي الفيلم، بشراء حقوق الفيلم للرواية في عام 1968؛ كان قد علم بالرواية أثناء مفاوضاته مع إلين رايت (أرملة الروائي ريتشارد رايت) حول حقوق رواية الماندرين، وهي رواية للكاتبة سيمون دي بوفوار. كان رايت يعمل كوكيل لنوتن المقيم في باريس ويعمل في صحيفة هيرالد تريبيون العالمية. تفاوض فوستر مع شريكه، ميتشل بروارد، على صفقة مع استوديو فوكس لفيلمين. بحلول أكتوبر 1968، كلف فوستر الشاعر وكاتب السيناريو المعروف بن مادو لكتابة السيناريو.

## استقبال الفيلم
مع المراجعات الأولية السيئة، لم يحقق الفيلم أداءً جيدًا في شباك التذاكر في نيويورك ولكنه حقق أداءً جيدًا في أجزاء أخرى من البلاد، وعليه قررت شركة وارنر براذرز، بتشجيع من وارن بيتي، إعادة إصدار الفيلم في نيويورك في أغسطس 1971 بحملة إعلانية جديدة في دار عرض كورون حيث كان الأداء أفضل. حصل الفيلم على ما يقدر بمبلغ 4 ملايين دولار من الإيجارات المسرحية في الولايات المتحدة وكندا.
تلقى الفيلم تعليقات سيئة من الصحف اليومية في نيويورك بما في ذلك فنسنت كانبي من صحيفة نيويورك تايمز الذي كتب عن «رمزية متعبة» كان الفيلم مشغولًا جدًا بالإشارة إليها «أن التأثير هو تقويض الدافع السردي له وكرامة خياله. الفيلم يؤثر عليه بشدة يترك المرء في حالة ذهول نوعًا ما».
أعطى روجر إيبرت الفيلم أربع نجوم من أصل أربعة وكتب أنه "لا مثيل له في الغرب على الإطلاق، ومعه يكسب روبرت التمان مكانته كواحد من أفضل المخرجين المعاصرين"، وأضاف الفيلم لاحقًا إلى قائمة "الأفلام العظيمة"، حيث قال "لقد صنع روبرت التمان عشرات الأفلام التي يمكن وصفها بأنها رائعة بطريقة أو بأخرى، لكن أحدها مثالي، وهو مكابي والسيدة ميلر (1971).
منح جين سيسكل الفيلم أربع نجوم ووصفه بأنه«فيلم رائع، ليس بسبب القصة، ولكن بسبب الطريقة التي يتم سردها بها... إنشاء مثل هذه المشاهد الدقيقة هو السمة المميزة لصناعة الأفلام الجميلة».
وصف تشارلز تشامبلين من صحيفة لوس أنجلوس تايمز الفيلم بأنه «مثير للاهتمام ولكنه غير متساوٍ مثل التحديق في مرآة رخيصة». كتب جاري أرنولد من صحيفة واشنطن بوست، «مرة واحدة مرة أخرى، يجلب ألتمان أسلوبًا خاصًا للحياة بطريقة عرضية ولكن نابضة بالحياة.» مكابي«هو انتصار خيالي جزئيًا بمعنى تقني مرئي، (لقاء إعادة بناء جليدية وأصيلة تقليديًا لمدينة حدودية) ولكن بالمعنى العاطفي بشكل أساسي. رؤية رومانسية محسوسة ومثيرة للمجتمع الحدودي».

## روابط خارجية
- مكابي والسيدة ميلر على موقع IMDb (الإنجليزية)
- مكابي والسيدة ميلر على موقع ميتاكريتيك (الإنجليزية)
- مكابي والسيدة ميلر على موقع الموسوعة البريطانية (الإنجليزية)
- مكابي والسيدة ميلر على موقع روتن توميتوز (الإنجليزية)
- مكابي والسيدة ميلر على موقع نتفليكس (الإنجليزية)
- مكابي والسيدة ميلر على موقع ألو سيني (الفرنسية)
- مكابي والسيدة ميلر على موقع Turner Classic Movies (الإنجليزية)
- مكابي والسيدة ميلر على موقع أول موفي (الإنجليزية)
- مكابي والسيدة ميلر على موقع فيلمافينيتي (الإسبانية)
- مكابي والسيدة ميلر على موقع قاعدة بيانات الأفلام السويدية (السويدية)